# Steve Morell
Steve Morell (* 19. dubna 1967, Fulda, Západní Německo) je německý hudebník, diskžokej a hudební vydavatel.

## Život
Narodil se ve městě Fulda. V roce 1984 začal hrát jako diskžokej, hlavně v Berlíně a Londýně. V roce 1999 založil vlastní nahrávací společnost Pale Music International. Vedl ho k tomu fakt, že na hudební scéně fungovalo hodně nahrávacích společností, ale žádná z nich nedávala prostor nezávislým umělcům a lidem z prostředí undergroundu, ve kterém se sám pohyboval.
V roce 2004 založil diskžokejské a producentské duo The Scandals se svou tehdejší partnerkou Emmou Eclectic. Hudba, kterou se prezentovali byla taneční s prvky rock and rollu, on sám tento styl nazval Disco Dead Tech. Dvojice se svou show úspěšně procestovala značnou část Evropy a na jejím kontě se sešla celá řada zajímavých remixů i vlastní tvorby. Mimo jiné i pro tuzemskou skupinu Moimir Papalescu & The Nihilists.
Mezi největší úspěchy Morellova hudebního počínání se řadí organizace multižánrového indoor festivalu Berlin Insane, který měl celkem 4 díly.
Nyní jako diskžokej vystupuje sám. V posledních letech se ale více věnuje svojí hudební skupině Steve Morell & The Science of No Doubt.